# Avenida Sánchez Cerro
La avenida Sánchez Cerro es una de las principales avenidas de la ciudad de Piura. Se extiende de este a noroeste en los distritos de Piura, Castilla y Veintiséis de Octubre. Su trazo es continuado al noroeste por la Carretera Piura-Paita, la cual forma parte de la Carretera Interoceánica Norte, y al este por la avenida Guardia Civil.

## Recorrido
La avenida comienza al inicio del puente Sánchez Cerro. Esta atraviesa varios jirones hasta llegar al cruce con la avenida Loreto. Después, cruza la avenida Sullana, donde la zona se vuelve más comercial. Luego, la avenida cruza con la avenida Gulman y la avenida Vice, donde se ubica un bypass elevado que se ubica entre la intersección de ambas avenidas. La avenida sigue su trayecto en la avenida César Vallejo y Andrés Avelino Cáceres, en el Óvalo Cáceres. Posteriormente, esta cruza las avenidas Los Tallanes, Raúl Mata La Cruz y finalmente termina su recorrido en la intersección con la carretera Panamericana Norte, donde su trayecto es continuado por la Carretera Piura-Paita.
La zona de la intersección con la Av. Raúl Mata La Cruz (también Chulucanas) está en proceso de convertirse en una zona comercial, con la construcción de un nuevo centro comercial.